# Gunnar Almér
Per Gunnar Almér, född 20 april 1954 i Västra Frölunda församling, Göteborg, död 2 augusti 2016, var en svensk programchef.
Almér var manusförfattare till filmen Bögjävlar (1977), i vilken han även hade en roll. Han var senare medarbetare vid Svenska Filminstitutet, bland annat programchef för Cinemateket och långfilmsansvarig vid utlandsavdelningen. Han var även mångårig medlem i föreningen Homosexuella socialister.